# Stazione di Verceia
Stazione di Verceia vasútállomás Olaszországban, Lombardia régióban, Verceia településen.

## Vasútvonalak
Az állomást az alábbi vasútvonalak érintik:
- Colico–Chiavenna-vasútvonal

## Kapcsolódó állomások
A vasútállomáshoz az alábbi állomások vannak a legközelebb:
- Stazione di Novate Mezzola (Stazione di Chiavenna, Colico–Chiavenna-vasútvonal)
- Stazione di Dubino (Stazione di Colico, Colico–Chiavenna-vasútvonal)